# 落語のピン
『落語のピン』（らくごのピン）は、1993年4月7日から同年9月29日までフジテレビの深夜番組放送枠『JOCX-TV2』 (JUNGLE) で放送されたイースト制作の演芸番組。番組メイン出演者は立川談志。

## 概要
毎回立川談志の高座をメインに、中堅ならびに若手の落語家の高座をほぼノーカットで1時間半放送していた深夜番組である。ただし、談志が故意に行った不穏当な発言については音声を消して対処していた（後述のDVDでは一部音声を元に戻している部分もある）。
深川江戸資料館小劇場で1回につき2週分を収録していた。収録時は談志はトリを務めているが、放送順では最初が談志でその後は中堅・若手の2人が放送される。これは談志曰く「俺の落語が聴きたい視聴者を夜遅くまで待たせない為の措置。他の奴の落語なんて子守唄扱いで深い時間に流せばいい。」という判断である。談志は基本的に軽めのものと長講の2席を演じていたが、回によっては遅刻したり早退したりすることもあった。同時期に行なわれた新宿末廣亭の余一会（1993年5月31日）での高座も放送されたことがある。
春風亭昇太が慣れない古典落語（「へっつい盗人」）を演じている最中、談志がステテコ姿でステージ上（高座の後ろ）を駆け抜けた。また別の日に、昇太がまた別の慣れない古典落語（「看板のピン」）を演じている最中、今度は高田文夫がステージ上を駆け抜けた。
レギュラー放送最終回の翌週は放送時間を1時間拡大して放送され、その後もスペシャル番組（番組内では「すぺしゃる」と表記）が数回放送された。また、後の2008年から2009年に談志の高座のみを収録したDVD-BOX（3セット）が発売された。DVD-BOXのパッケージに使用されている立川談志のメイン画は「談志ひとり会」などと同様、山藤章二が描いたものである。
エンディングテーマは国本武春の「ええじゃないか」など他2曲が使用されていた。
当番組を演出・プロデュースしたイーストの今野徹は、他局で『落語特選会』も手掛けていて後継番組である『落語研究会』や、BSフジで『落語小僧』、BS12 トゥエルビで『松尾貴史の落語BAR』などテレビ業界内でも相当な落語精通者として知られた。

## 放送時間
- 毎週水曜日　深夜1時45分～3時15分

## 出演者
- 立川談志

以下の出演者は週替わり。多くが複数回出演している。
- 桂三枝（現・桂文枝）- 「すぺしゃる」に出演。
- 春風亭小朝
- 立川志の輔
- 春風亭昇太
- 立川志らく
- 立川談春
- 林家たい平
- 三遊亭新潟（現・三遊亭白鳥）
- 柳家小緑（現・柳家花緑）
- 橘家文吾（現・三代目橘家文蔵）
- 横目家助平（現・柳家一琴）
- 三遊亭小遊三
- 桂米助（ヨネスケ）
- 立川藤志楼（高田文夫）
- 林家こぶ平（現・九代目林家正蔵）
- 春風亭あさ市（現・五明樓玉の輔）
- 柳家三太楼（現・三遊亭遊雀）
- 立川志雲（現・立川雲水）- 前座として開口一番を担当していたため、時間調整で放送されたことがある。

- 林家ペー - 談志が次に放送される演者を毎回紹介する前フリ話に、一度だけ談志の横に座っていた事があった。この時は立川藤志楼こと高田文夫を紹介した時だった。

## スタッフ
- 企画：小川晋一（フジテレビ・初期の途中から）、金田耕司（フジテレビ）
- 技術：森本佳秀
- カメラ：笠上大一
- 照明：高橋彰夫
- 音声：島田広行、池上行大、中村正己【週替わり交代】
- ＶＥ：水脇学
- ＶＴＲ：大野雅信、宮本茂【週替わり交代】
- 音響：川崎恵介（東京サウンド企画）
- 編集：石井康夫・千房和子（クロースタジオ）／ 池田克己（RVC・最後のすぺしゃるのみ）
- ＭＡ：黒木かおり（クロースタジオ）／ 石塚宇生（RVC・最後のすぺしゃるのみ）
- 美術：笠松和明（アックス）
- メイク：アーツ
- ＴＫ：小宮高子
- 技術協力：千代田ビデオ、クロースタジオ、RVC（最後のすぺしゃるのみ）、東京サウンド企画（現 スカイウォーカー）
- 美術協力：アックス
- 企画協力：立川企画
- 運営：立川企画、椋木香（イースト）
- 広報：松永佳子（フジテレビ）
- ディレクター：今井康之（イースト）
- プロデューサー・演出：今野徹（イースト）
- プロデューサー：梅本満（イースト）
- 制作：イースト、フジテレビ